# Братская Борщаговка
Бра́тская Борщаго́вка (укр. Братська Борщагівка) — историческая местность в Святошинском районе города Киева, бывшее село.

## Расположение
Расположена вдоль улиц Трублаини, Якова Качуры, конечной части улицы Симиренко. На севере граничит с массивом Южная Борщаговка, примыкает к местности Михайловская Борщаговка.

## История возникновения
Местность известна с XVII столетия (приблизительно с 1633 года), когда эта территория была отдана в вечное владение Братскому монастырю на Подоле (откуда и произошло название — Братская Борщаговка). В середине XVIII столетия в селе проживало менее 60 человек, в 1866 году — уже 299. В 1866—1872 годах строится новый каменный храм (до этого времени все церкви были деревянными), который очень пострадал в советское время, однако сохранился и был отреставрирован в 1996—2002 годах. Теперь это Храм Живоносного источника. Название храма также напоминает о древнем колодце, который существовал на Братской Борщаговке с незапамятных времён. С 1971 года Братская Борщаговка — в составе Киева. Село частично снесено в конце 1970-х годов, его северная часть ныне входит в состав жилого массива Южная Борщаговка. Южная же часть Братской Борщаговки сохранилась до сих пор, как район частной застройки.
Лаврентий Похилевич в «Сказании о населённых местностях Киевской губернии» (1864 год) пишет:

* «в 4-х верстах от Петропавловской, с Софийской и Никольской составляет отдельный приход. Кроме показанного выше числа православных жителей, в приходе постоянно живёт до 26 евреев при шинках. В Братской Борщаговке находится хутор, пасека и летний дворец с садом, принадлежащие Киевской Духовной академии. Сад своим устройством наиболее обязан бывшему ректору академии, а впоследствии Архиепископу Херсонскому Иннокентию. В летнее время в Борщаговский хутор отпускаются студенты Духовной академии, особенно в вакациальное время для отдохновения на чистом воздухе. Для купанья устроен пруд, а ниже хутора небольшое озеро и луг, принадлежащие Киево-Печерской Лавре. В Братской Борщаговке поселилось в царствование Екатерины II несколько семейств болгар, вышедших из Турции. Нынешние потомки их в 4-м колене, смешавшись с коренными жителями, уже почти забыли свой отечественный язык и лишь некоторыми телесными особенностями и душевными качествами напоминают о южном происхождении своём.
-  Приходская церковь деревянная в память живоносного источника Пресвятой Богородицы, совершаемую в пятницу светлой седмицы. Она построена 1740 года монахами Братского монастыря; в 1822 году пристроены к ней два большие боковые пределы, сделавшие её крестообразной, и фасад украшен 5-ю небольшими куполами; в 1847 году при священнике Феодоре Сикорском под церковь и колокольню, в 1811 году построенную, подведён каменный фундамент и произведены новые переделки в алтаре, пономарне и ризнице. В 1857 году по плану того же священника, который сам был хороший живописец, весьма благолепно расписана внутри живописью. Что в Борщаговке ещё в XVII столетии находился храм и притом также во имя живоносного источника, это видно из подписи в одном старом Евангелии, в которой значится, что «Евангелие подарено в храм живоноснаго источника Братской Борщаговки в 1657 году». Храм этот по преданию находился на том месте, где ныне стоит большая каплица с глубоким колодезем очень древним. Каплица эта построена 1800 года на место давнейшей, устроенной вероятно после перенесения церкви на нынешнее место, более возвышенное. По заведённому издавна обычаю совершается крестный ход из церкви в эту каплицу и освящается в колодезе вода в первый воскресный день после новолуния. (Другой колодезь с небольшой капличкой или навесом в 80-ти саженях от первого расчищен в 1830 году, так как вода оказалась весьма чистой и здоровой. Но и прежде была каплица здесь.) Из предметов церковных достойны примечания: а) древний напрестольный серебряный крест с частицами святых мощей; б) потир и дискос серебряные и вызолоченные значительной цены, пожертвованные бывшим воспитанником Духовной академии иеромонахом Михаилом; в) архимандричий наперстный крест, подаренный в церковь бывшим наместником Киево-Печерской Лавры, а впоследствии архиепископом Воронежским Антонием, приходившим часто на поклонение чудотворной иконе Божьей Матери. Но самую важнейшую достопримечательность Борщаговской церкви составляет чудотворный образ Божьей Матери, стоящий в особом киоте с правой стороны иконостаса. На поклонение этому образу, особенно в летнее время, приезжает множество богомольцев из Киева и окрестных селений. Икона эта очень древняя, греческой живописи, в сребропозлащенной ризе сделанной, как видно из надписи, в благодарность за невредимое охранение. О сей иконе упоминается в Киевском месяцослове митрополита Евгения; кроме того, в сохранившейся при церкви просительной книге с прошлого столетия в надписи значится, что книга та была выдана по резолюции митрополита Самуила (ум. 1796) «для испрошения милостиваго подаяния на зделку к чудотворной иконе Божией Матери киота». Более древних письменных свидетельств о сем чудотворном образе не находится. Местное же предание жителей присовокупляет, что она обретена слепым иноком, жившим в  монастырском хуторе, на том месте, где ныне малый колодезь с навесом, и что этот инок по молитве получил прозрение. В настоящем 1862 году в Борщаговке начата постройкой каменная церковь по плану утверждённому митрополитом Арсением. По штатам сельских церквей Братская Борщаговка отнесена к 6-му классу; земли имеет 38 десятин».

На территории Братской Борщаговки расположено Братское кладбище.